# 高崎保育専門学校
高崎保育専門学校（たかさきほいくせんもんがっこう 英称:Takasaki College of Nurtures）は、群馬県高崎市にかつて存在していた専修学校。
2013年（平成25年）、学校設置者である堀越学園が文部科学大臣より私立学校法に基づく解散命令を受けたことにより廃校。

## 沿革
- 1968年 - 高崎保育専門学校開校。
- 2012年 - 設置者である堀越学園に対する解散命令が諮問され、平成24年度末での解散命令が妥当と答申された。8月22日現在の在学生数は11名であった[1][2]。
- 2013年 - 3月28日、文部科学省から学校法人堀越学園へ解散命令が出され[3]閉校。

## 運営主体
- 学校法人堀越学園

## 学科
- 保育専門課程

## 取得資格・免許状
- 保育士資格・幼稚園教諭二種免許状

## 就職実績
- 幼稚園や保育園への就職者が多い。

## 所在地
- 群馬県高崎市吉井町（学校設立時は多野郡吉井町）岩崎2229